# Out in the Dark
Out in the Dark – Liebe sprengt Grenzen (Originaltitel: Out in the Dark / עלטה / ظلام) ist ein israelisches Filmdrama. Die Premiere fand im September 2012 auf dem Toronto Film Festival statt, in Israel lief der Film am 28. Februar 2013 an. Mit Out in the Dark feierte der aus Israel kommende und in Los Angeles lebende Michael Mayer sein Regiedebüt. Die Hauptrollen wurden von Nicholas Jacob (Nimr Mashrawi) und Michael Aloni (Roy Sheffer) gespielt.
Das 96-minütige Drama erzählt den Verlauf einer homosexuellen Liebesbeziehung zwischen zwei Männern, die auf unterschiedlichen Seiten des israelisch-palästinensischen Konflikts stehen.

## Handlung
Nimr ist ein ambitionierter palästinensischer Psychologiestudent, der von einem Stipendium im Ausland träumt. In einer Schwulenbar in Tel Aviv lernt er Roy, einen gut aussehenden israelischen Anwalt, kennen. Die beiden verlieben sich. Als Nimr die Möglichkeit bekommt, ein Seminar an der Universität in Tel Aviv zu besuchen und damit einhergehend einen israelischen Passierschein erhält, können sich die beiden Männer regelmäßig sehen und ihre Beziehung vertiefen.
Nimr lebt mit seiner Mutter, seiner  Schwester sowie seinem älteren Bruder, der nach dem Tod des Vaters als Familienoberhaupt auftritt, im Westjordanland. In seiner palästinensischen Heimat hält Nimr seine sexuelle Orientierung geheim, da ihm bei einem Outing Zurückweisung und Gewalt droht. Eines Tages wird Mustafa, ein ebenfalls homosexueller palästinensischer Freund Nimrs, der sich illegal in Tel Aviv aufhält, vom israelischen Geheimdienst aufgegriffen und gewaltsam zurück ins Westjordanland gebracht. Dort wird Nimr Zeuge, wie Mustafa von einer Gruppe militanter Palästinenser, der auch Nimrs Bruder angehört, ermordet wird. Der junge Student ist verzweifelt und ihm wird bewusst, dass auch ihm Gewalt droht, wenn seine sexuelle Orientierung bekannt wird.
Kurz darauf sprechen Mitarbeiter des israelischen Geheimdiensts Nimr an. Sie wollen ihn als Spitzel gewinnen. Als Druckmittel entziehen ihm die Geheimdienstleute seinen Passierschein und drohen, ihn vor seiner Familie zu outen, sollte er nicht mit ihnen zusammenarbeiten. Nimr sieht sich zwischen den Fronten gefangen. Ohne Passierschein kann er Roy nicht mehr sehen und sein Studium in Tel Aviv nicht fortsetzen. Gleichzeitig fühlt er sich seiner Familie verpflichtet.
Allen Schwierigkeiten und Problemen zum Trotz kämpfen Nimr und Roy um ihre Liebe...

## Auszeichnungen
Der Film sowie der Regisseur Michael Mayer wurden unter anderem auf dem Internationalen Film Festival in Chicago 2012, dem Hamburger Film Festival 2012, dem Filmfestival in Neapel 2013, dem Seattle International Film Festival 2013 und dem Toronto International Film Festival 2012 für Preise nominiert.
Zudem gewann er unter anderem Preise auf dem Mexikanischen Filmfestival in Guadalajara 2013 und dem Internationalen Filmfestival 2012 in Haifa.